# Wachmecke
Wachmecke è una frazione della città tedesca di Hemer.
Wachmecke giace a ovest del confine del circondario di Frönsberg, est di Bredenbruch e Johannistal. Altre località prossime sono Frönsberg, Beckmerhagen e Rottmecke. A Wachmecke giace la Hans-Prinzhorn-Klinik per psichiatria, psicoterapia e psicosomatica con oltre 400 posti letto.

## Minox-Museum
A Wachmecke si trova il museo privato con diversi esemplari di Kleinstbildkamera del costruttore tedesco Minox, del suo fondatore Walter Zapp. Circa 80 m² di superficie con 142 modelli diversi esposti.